# Aprostocetus arrabonicus
Aprostocetus arrabonicus är en stekelart som först beskrevs av Erdös 1954.  Aprostocetus arrabonicus ingår i släktet Aprostocetus, och familjen finglanssteklar. Arten är reproducerande i Sverige.